# هانس استویبر
هانس استویبر (آلمانی: Hans Stoiber; ۱۱ اکتبر ۱۹۱۸ – ۱۰ ژانویهٔ ۲۰۱۵) شاعر اهل اتریش بود.
از افتخارات وی میتوان به کسب مدال برنز اشعار غنایی در بخش مسابقات هنری بازی‌های المپیک تابستانی ۱۹۳۶ اشاره کرد.